# 日出谷駅
日出谷駅（ひでやえき）は、新潟県東蒲原郡阿賀町日出谷にある、東日本旅客鉄道（JR東日本）磐越西線の駅である。

## 歴史
郡山と新津を結ぶ後に磐越西線となる鉄道は、私鉄の岩越鉄道が免許を受けて郡山側から工事を進めた。しかし1904年（明治37年）までに喜多方駅までを岩越鉄道が開通させたのち、1906年（明治39年）の鉄道国有法成立を迎え、残りの区間の建設は国有鉄道に引き継がれた。国有化後、岩越線の名称で新潟県側と福島県側の両方から工事が進められ、1914年（大正3年）11月1日に最後の区間となる野沢 - 津川間が開通して全通した。日出谷駅はこの最後の開通区間に含まれる駅である。
会津若松と新津の間では、県境付近が中間地点となるが、その付近の沿線には広い平地がなかったことから、若干の平地が存在する日出谷が中間地点としての鉄道の拠点に選ばれ、機関車駐泊所や転車台、給水施設、乗務員宿泊所などが置かれることになった。また新潟県内で折り返すローカル列車の折り返し地点ともなった。鹿瀬や津川は鉄道開通以前からある程度開けた町であったが、日出谷はそれまでは寒村であり、一種の鉄道の町として発展することになった。
鉄道の開通は地元の住民にとって大きなできごとで、開通日は日中は旗行列、日が暮れてからは提灯行列が繰り出されて1日中賑わった。それまで、津川までの買い出しは3里（約12キロメートル）を歩いて1日がかりの仕事であったが、半日もあれば行って帰れるようになった。また村の特産であった木炭の出荷で賑わうようになり、木炭の価格が高騰した。鉄道の拠点となったことから駅前旅館が開業し、この旅館が開通当初から駅弁の「とりめし」を販売するようになった。蒸気機関車の給水などが行われることから日出谷の停車時間は長く、その停車時間に駅弁がよく売れたという。
この付近は豪雪地帯であり、雪の害が多かった。1917年（大正6年）1月22日、新潟行きの列車が徳沢 - 豊実間で雪崩でできた雪の山に突っ込んで立ち往生し、日出谷から機関車2両に客車1両を付けて、作業員20名を乗せて救援に送り込むことになった。ところがこの救援列車も日出谷 - 豊美間で別の雪崩でできた雪の山に突っ込み、機関車が脱線して立ち往生した。この時点では死傷者はなく、作業員全員で復旧作業にかかったものの、その途中に再度の雪崩があって全員が生き埋めとなった。翌日正午までかかって救出を行ったものの、9名が亡くなった。
昭和に入ると豊美発電所の工事が始まり、駅から専用線を工事現場まで伸ばして貨物輸送が行われ、各種資材の発着で賑わった。しかし工事が終わると元の利用の少ない駅に戻った。
1960年代になり、磐越西線には気動車の準急や急行が設定されるようになったが、日出谷は鉄道の拠点ではあるものの、鹿瀬や津川の方が利用が多いとして、これら優等列車の停車駅にはならなかった。それでも1986年11月1日国鉄ダイヤ改正まで日出谷発着の列車が残り、夜間には構内で機関車が待機する光景も見られた。しかし1993年（平成5年）には簡易委託が廃止となって無人化された。無人化後も駅弁の立ち売りは続けられたが、2010年（平成22年）に駅弁の営業も廃止となった。

### 年表
- 1914年（大正3年）11月1日[1]：鉄道院 岩越線・野沢駅 - 津川駅間開通の際に開業[3]。
- 1973年（昭和48年）12月1日：貨物の取り扱いを廃止[7]。
- 1984年（昭和59年）2月1日：荷物の扱いを廃止[7]。
- 1986年（昭和61年）11月1日：駅員無配置駅となる[8]。簡易委託化。
- 1987年（昭和62年）
  - 2月16日：農協との合築駅の使用を開始[9]。
  - 4月1日：国鉄分割民営化により、JR東日本の駅となる[10]。
- 1993年（平成5年）：簡易委託を解除し、完全無人化。

## 駅構造
単式ホーム1面1線を有する地上駅である。以前は島式ホームで交換が可能であったが、片側の1線は既に撤去されている。
かつては駅構内に側線や転車台、給水塔などの設備を有する、蒸気機関車 (SL) の中継基地として栄え、駅弁の販売も行われていた。SL退役後も車両基地として使用され、会津若松・新潟方面への始発列車も当駅を発着としていたが、1980年代以降は周辺の過疎化、設備・車両の合理化等によって駅の規模は大幅に縮小し、現在は新津駅管理の無人駅となっている。しかし、臨時快速「SLばんえつ物語」の運転開始にあたっては停車駅となり、駅弁販売も再開されるなど、週末には賑わいを見せるようになった。
以前の駅舎はJA東蒲あがの日出谷支所を併設した作りで、同支所が出札業務を受託した簡易委託駅だったが後に委託を解除、JAの支所統廃合で日出谷支所も閉鎖され、駅舎も撤去された。駅舎内は待合室の機能のみで、現在の駅舎は2010年（平成22年）10月4日に豊実方のホーム上に簡易駅舎が設置されている。

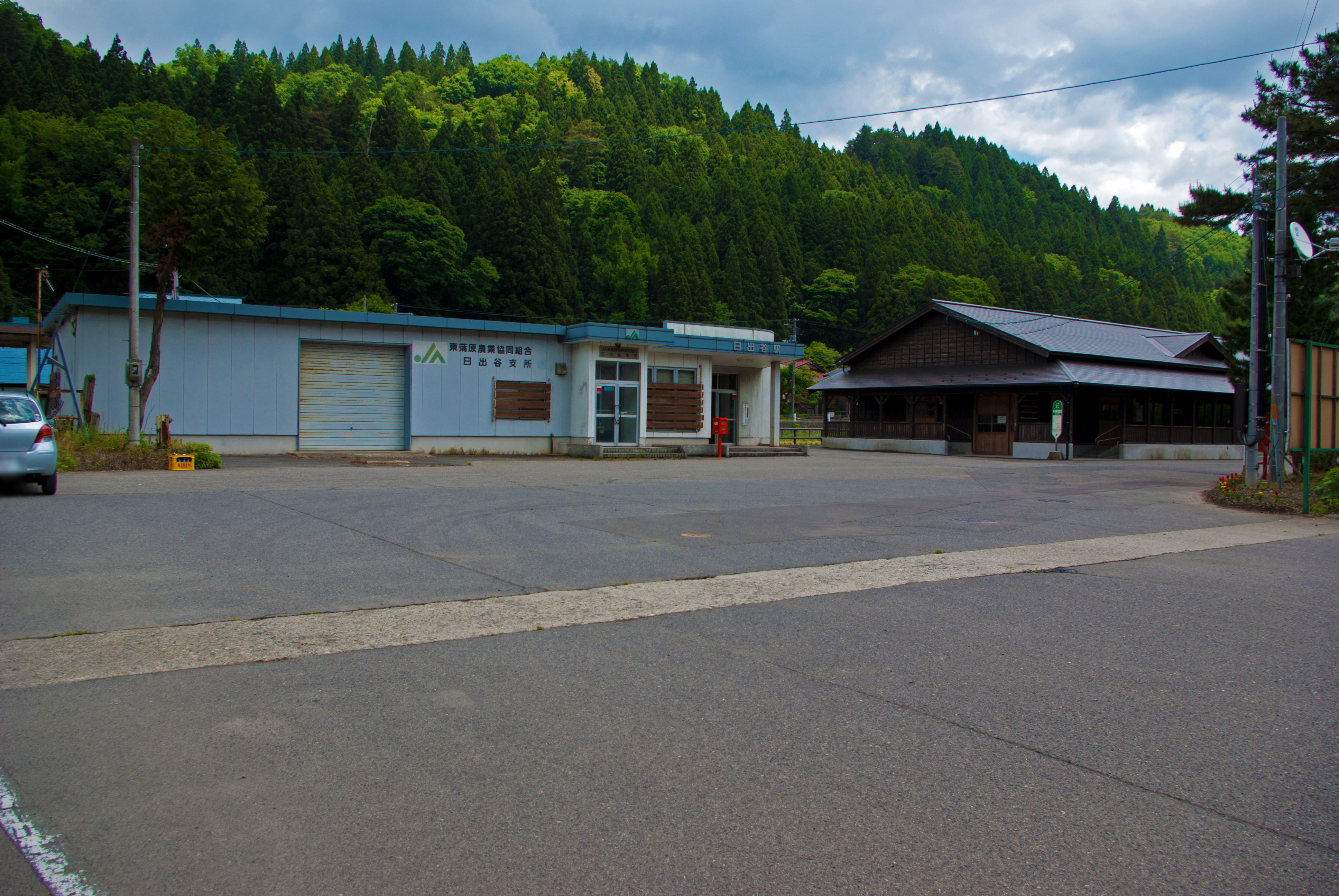
旧駅舎（2010年6月）
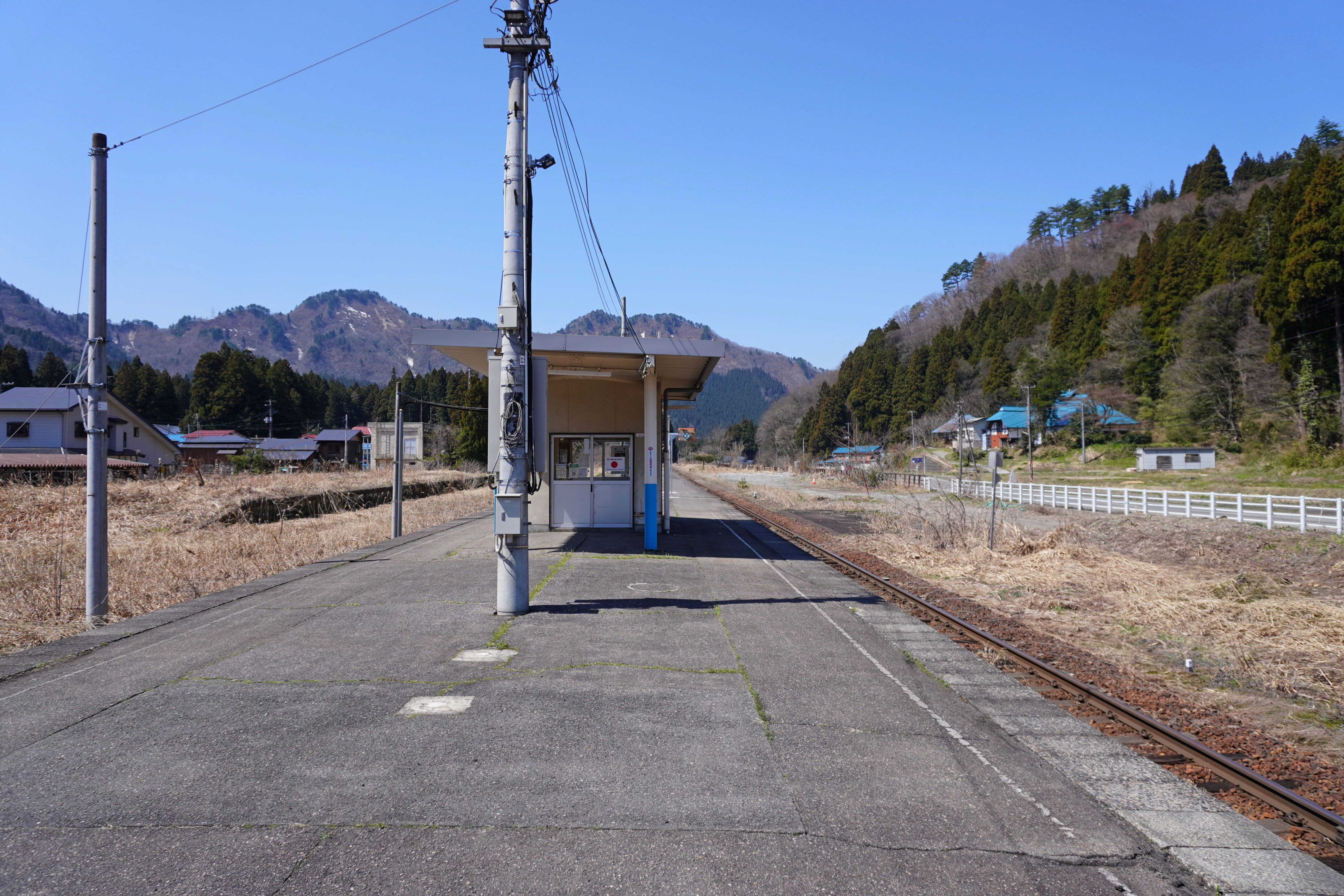
ホーム（2023年4月）

## 駅弁
前述の通り運行上の拠点であったことから、駅前の「朝陽館」が調製した駅弁「とりめし」が永らく列車の到着に合わせてホーム上での立売りで販売されていた。
1990年代後半に、窓の開く車両が使われなくなったことや売り上げの減少などから立売りをやめ、朝陽館を直接訪れる客に少数を販売する方式に切り替えていたが、「SLばんえつ物語」運行開始に伴い運転日のみホームでの立ち売りが復活していた。ただし列車の窓越しでなく、ホーム待合室の窓を売店のように用いて販売する方式がとられた。朝陽館店主が一人で調製を行っていたため販売数が20個程度と極めて少なく、旅行者からは「幻の駅弁」として知名度が高い駅弁であった事もあり、販売時はほぼ毎回全ての購入希望者に行き渡らないまま完売となるほどの人気ぶりであった。
しかし、店主の高齢化と体調不良を理由に2010年（平成22年）秋に朝陽館を閉店し「とりめし」の調製・販売も取りやめた。これに伴い、日出谷の駅弁は完全に消滅した。なお、店主はその後2014年（平成26年）6月16日に死去している。朝陽館の建物はその後も空き家状態で残っていたが、2020年（令和2年）ごろに解体撤去され、以降は空き地になっている。

## 駅周辺
駅前には竹村商店があり、食料品を販売している。かつては馬車軌道があった。
- 当麻公民館（建物の一角を待合スペース・ギャラリー「人の驛ひでや」として開放している）
- 日出谷郵便局
- 津川警察署日出谷駐在所
- 阿賀町立日出谷小学校
- 阿賀町立日出谷分遣所
- 奥阿賀遊覧船 乗船場
- 国道459号
- 鹿瀬コミュニティバス「日出谷駅前」停留所[12]

## 隣の駅
東日本旅客鉄道（JR東日本）
■磐越西線
- 臨時快速「SLばんえつ物語」停車駅

■普通
豊実駅 - 日出谷駅 - 鹿瀬駅